# Rychtal
Rychtal (em alemão: Reichthal) é um município no centro-oeste da Polônia. Pertence à voivodia de Grande Polônia, no condado de Kępno. É a sede da comuna urbano-rural de Rychtal.
Estende-se por uma área de 3,9 km², com 1 347 habitantes, segundo o censo de 31 de dezembro de 2021, com uma densidade populacional de 345,4 hab./km².
Rychtal recebeu o foral de cidade em 1294. Até 1920, pertencia ao condado de Namslau na regência da Breslávia e, após ficar sob administração polonesa, foi incluída no condado de Kępiński na voivodia de Poznań. Foi rebaixada à condição de vila em 13 de junho de 1934, com a reforma administrativa da Segunda República Polonesa, tornando-se temporariamente uma comuna rural unitária. Em 1 de agosto de 1934, passou a fazer parte da recém-criada comuna coletiva de Rychtal, nos limites da qual se tornou uma gromada (o então equivalente a um sołectwo). Nos anos de 1934 a 1954, foi a sede da comuna rural de Rychtal, de 1954 a 1972 da gromada de Rychtal e, a partir de 1973, da comuna reativada de Rychtal. De 1975 a 1998, pertenceu administrativamente à voivodia de Kalisz. Em 1 de janeiro de 2024, recuperou a condição de cidade.

## Localização
A cidade de Rychtal está localizada na parte sul da voivodia da Grande Polônia, no condado de Kępno. As cidades mais próximas são: Namysłów, Kępno, Syców, Wołczyn e Bierutów. Rychtal está localizada próxima à fronteira entre a Grande Polônia-Opole (separa a cidade da vila de Głuszyna, localizada no condado de Namysłów) e a uma curta distância (aproximadamente 10 km) da junção tripla das fronteiras de Opole, Baixa Silésia e Grande Polônia (entre as vilas de Brzezinka, Gronowice e Trębaczów).

## História

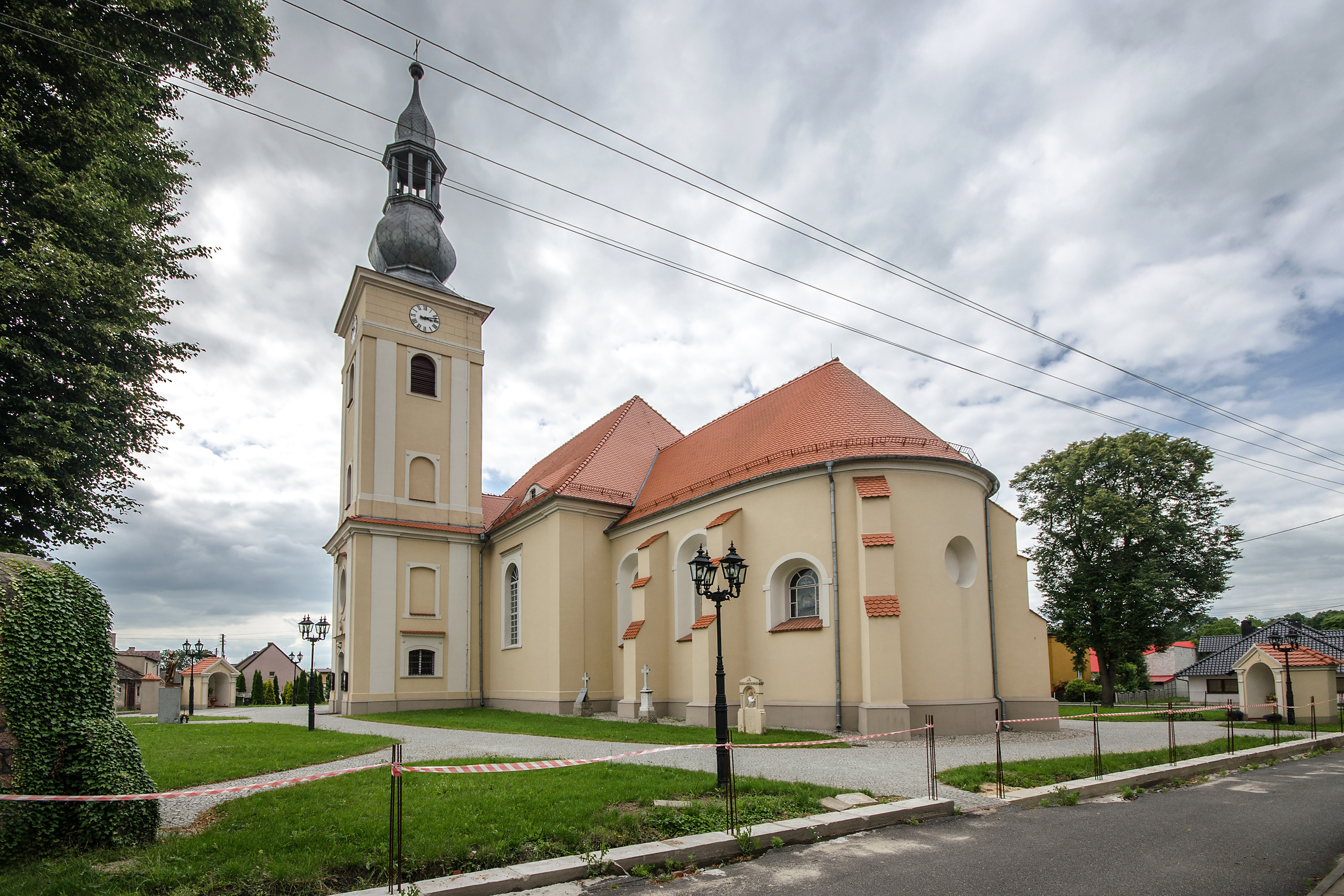
Igreja do Martírio de São João Batista

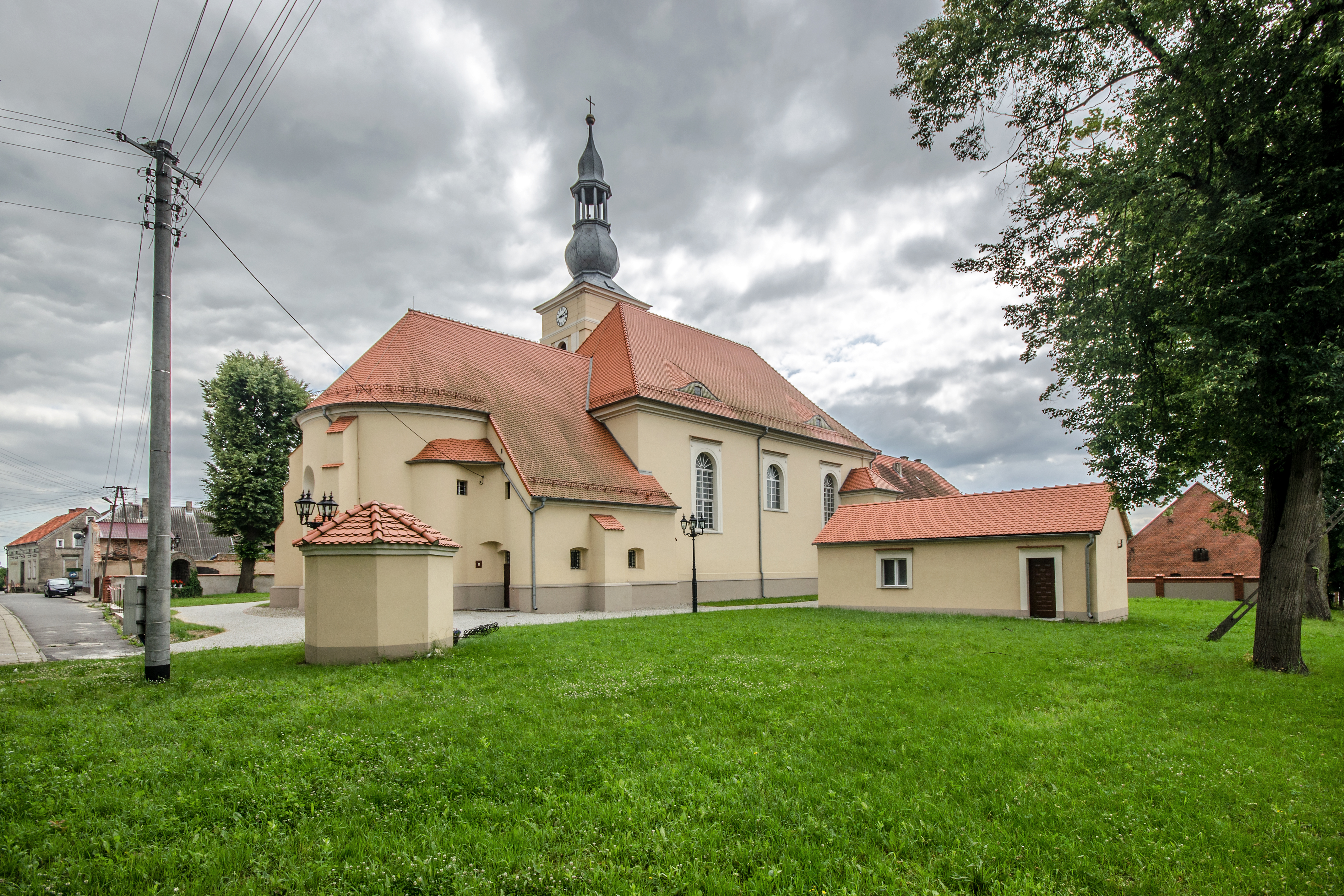
Igreja do Martírio de São João Batista

O nome alemão Reichtal significa vale rico. Após 1787, houve um rápido desenvolvimento econômico da cidade.
Até 1920, Rychtal fazia parte do condado de Namslau, na regência da Breslávia, na Baixa Silésia. Em 1920, Rychtal, juntamente com a área circundante (o chamado Rychtal Kraik), foi anexada à Polônia pelo Tratado de Versalhes, apesar dos protestos dos habitantes alemães. Eles organizaram um “plebiscito” não oficial no qual 93% dos eleitores (com um comparecimento de 75%) votaram para permanecer na Alemanha. No período entre guerras, Rychtal estava localizada na Polônia, nos limites da voivodia de Poznań (como uma das poucas em sua área pertencentes a terras alemãs, e não polonesas, antes das partições), situada perto da fronteira polaco-alemã. Uma grande minoria alemã vivia lá. O censo polonês de 1921 indicou que 596 pessoas que se declaravam alemãs e 294 polonesas viviam em Rychtal. Rychtal tinha direitos municipais, mas os perdeu em 1934. No período entre guerras, um posto avançado da Guarda de Fronteira de Primeira Linha “Rychtal” estava estacionado no vilarejo.
Em janeiro de 1945, foi palco de ferozes batalhas entre soviéticos e alemães. Em 20 de janeiro de 1945, o Comando do Grupo de Exércitos A informou que as tropas soviéticas invasoras haviam cometido um crime de guerra ao atirar nos habitantes da cidade.
O pinheiro-de-Rychtal é encontrado na área ao redor de Rychtal (parte sul da região da Grande Polônia). Perto do vilarejo há a reserva natural de Studnica. Havia também uma fábrica de órgãos de Bach nesse local. Em Rychtal, há uma prefeitura do século XIX, uma igreja histórica dedicada ao martírio de São João Batista.

## Educação
Na parte nordeste da cidade, na rua Słoneczna, há um jardim de infância do governo local frequentado por crianças de Rychtal, Zgorzelec, Krzyżownik, Skoroszow, Proszow, Dalanow e Dworzyszcz.
Há também a escola primária Padre Konrad Stolarek em Rychtal, frequentada por crianças de Rychtal, Zgorzelec, Krzyżownik, Skoroszow, Proszow, Dalanow e Dworzyszcz. A escola consiste em duas filiais localizadas em prédios na mesma rua:
- Filial da 1.ª a 4.ª séries (rua Kępińska 13)
- Filial da 5ª à 8ª séries (rua Kępińska 12)

De 1998 até 2018, havia também a escola de ensino médio Karol Wojtyła em Rychtal (atualmente há filiais de 5ª a 8ª séries lá, e a escola primária em Rychtal recebeu um novo nome e patrono — Padre Konrad Stolarek).
A educação adicional para os jovens da comuna ocorre fora de Rychtal (principalmente em escolas secundárias localizadas em Kępno, Namysłów ou no condado de Ostrów).
Além das crianças de Rychtal, Zgorzelec, Krzyżownik, Skoroszów, Proszów, Dalanów e Dworzyszcz, as crianças de Darnowiec, Sadogóra e Wielkie Buczek também se beneficiam da educação na Escola Primária de Rychtal e no Jardim de Infância do Governo Local de Rychtal (somente nos casos em que há espaço nas filiais e quando a administração concorda).

## Monumentos históricos
O registro provincial de monumentos inclui::
- Traçado urbano (e camadas arqueológicas), 1386-XIX
- Igreja paroquial do Martírio de São João Batista, 1784–1785[19]

## Cultura
Desde 1 de fevereiro de 2024, a Biblioteca Municipal e Centro Cultural é a principal instituição cultural de Rychtal e é administrada pela Prefeitura. Essa instalação é parte integrante do cenário cultural local.
A Biblioteca Municipal e Centro Cultural de Rychtal é uma instituição cultural dinâmica, criada como resultado da fusão de duas importantes instituições governamentais locais: a Biblioteca Pública Comunal e o Centro Cultural Comunal.